# Giuseppe Alessi (scacchista)
Giuseppe Alessi (Catania, 15 maggio 1867 – Catania, 18 marzo 1945) è stato uno scacchista italiano.

## Biografia
Laureatosi in giurisprudenza presso l'università della città etnea, divenne un avvocato civilista. Tra le sue opere di argomento giuridico ricordiamo: Studio di diritto romano del dott. Giuseppe Alessi, Catania, Galàtola, 1888.

## Scacchi
Giocatore a tavolino di 1ª categoria (1932), fu attivo a Catania (1889-93; 1896-99; 1930; 1932; 1934). Vinse una sfida amichevole contro Cosimo Agatino Sgroi. Per corrispondenza prese parte al 2º torneo internazionale indetto da Le Monde Illustré (1889-93). Solutore di problemi pubblicati sulla rivista Ruy Lopez (1897), fu redattore di una colonna scacchistica sul Corriere di Catania (1896-97) e su La Sicilia Letteraria (dal novembre 1897).
Fu direttore di tornei locali (1930) e consigliere (1934) al Circolo Artistico per la sezione scacchistica.
Fu presidente del Circolo Scacchistico Catanese (1896-99), da lui fondato con Angelo Ardizzone, Giuseppe Cantelli e Gaetano Nicolosi sul finire del 1895.
Nel 1898 fu tra i soci fondatori dell'Unione Scacchistica Italiana, la prima federazione scacchistica nazionale.